# Імао Кейнен
Імао Кейнен (今尾 景年, 1845 – 1924) — японський художник та дизайнер принтів кінця 19-го — початку 20-го століття. Представник течії шін-ханґа. Художник імператорського двору (帝室技芸員).
Народився у Кіото. Отримав ґрунтовну освіту в кількох жанрах японського мистецтва. У 1880-му році почав викладати у Кіотській школі живопису. У 1882-му році Імао видав серію робіт у жанрі качьо-е під назвою «Кейнен качьо ґафу» (景年花鳥畫譜). Після успіху цих робіт увійшов до Мистецького комітету імперського двору, а у 1919-му році став членом Академії мистецтв Японії.
Роботи Імао входять до колекцій музеїв по всьому світу.